# ペドロ・ルイス・デ・オルレアンス・イ・ブラガンサ
ペドロ・ルイス・デ・オルレアンス・イ・ブラガンサ・イ・リグネ（Pedro Luís de Orléans e Bragança e Ligne, 1983年1月12日 - 2009年6月1日）は、ブラジルの旧皇帝家ブラガンサ家の子孫の1人。ヴァソウラス系オルレアンス＝ブラガンサ家の当主ルイス・ガスタンの甥で、将来的にヴァソウラス系ブラジル帝位請求者となることが確実視されていたが、2009年6月にエールフランス447便墜落事故の犠牲者となり、早世した。全名はペドロ・ルイス・マリア・ジョゼ・ミゲル・ハファエル・ガブリエル・ゴンザーガ（Pedro Luís Maria José Miguel Gabriel Rafael Gonzaga）。

## 生涯
ヴァソウラス系ブラジル帝位請求者ペドロ・エンリケの六男アントニオ・ジョアンと、その妻でベルギー貴族のリーニュ公アントワーヌの娘クリスティーヌ（1955年 - ）の間の第1子、長男として生まれた。父アントニオの7人の兄弟のうち、兄弟5人が貴賤結婚により家督相続権を放棄し、他の2人の兄ルイス・ガスタンとベルトランドも独身を通したため、ペドロ・ルイスが次世代の家督相続人になることは幼い頃から決まっていた。
1993年にブラジルで君主制と共和制のいずれを選択するかを問うた国民投票が実施されたとき、極右的な傾向で知られていたルイス・ガスタンとベルトランドは、一部の君主制支持者や他の兄弟たちから、家督の地位を放棄してアントニオ・ジョアンとその息子のペドロ・ルイスに家督を譲るよう迫られた。選挙中、わずか10歳のペドロ・ルイスは父とともに帝政復古のキャンペーン活動に姿を現した。ルイス・ガスタンとベルトランドは、弟とその幼い息子に家督を譲ることが帝政復古への近道であることは認めたが、実際に引退することはなかった。結局、立憲君主制への移行を支持したのは684万551票、全体の13%に留まり、帝政復古はならなかった。
ペドロ・ルイスはブラジルとベルギーの二重国籍を有し、ポルトガル語、英語、フランス語を自由に話した。ヴァソウラス系の皇帝家はライバル関係にあるペトロポリス系の皇帝家と違って旧帝室領を共和国政府から割譲されておらず、一族の暮らしはつつましやかであった。2001年から2005年までリオの私立大学で経営学を専攻し、ジェトゥリオ・ヴァルガス学院で経済学を学んだ。2007年末よりリオのマリアーニ銀行で働いた後、ベルギーに移ってBNPパリバに入社し、いくつかの会社の経営コンサルタントも務めた。
2009年5月31日、ペドロ・ルイスは里帰りして家族に会った後、ルクセンブルクに向かうためにエールフランス447便に搭乗した。翌6月1日、ペドロ・ルイスは他の227人の乗員と一緒に墜落事故の犠牲となった。遺骸は海から引き揚げられ、ヴァソウラスにある一族の霊廟に葬られた。ペドロ・ルイスの死により、ヴァソウラス系ブラジル帝室の次世代の後継者は、彼の唯一人の弟ハファエルとなった。